# Мартиши
Ма́ртиши (латыш. Martiši) — населённый пункт в Лудзенском крае Латвии. Административный центр Иснаудской волости. Находится у южной окраины города Лудза. Рядом с селом проходит европейский маршрут E 22.
По данным на 2017 год, в населённом пункте проживал 341 человек. Есть волостная администрация, народный дом , библиотека, гостевой дом, магазин, несколько компаний.

## История
В советское время населённый пункт входил в состав Иснаудского сельсовета Лудзенского района. В селе располагалась центральная усадьба колхоза «Большевик».